# Epitonium emydonesus
Epitonium emydonesus is een slakkensoort uit de familie van de Epitoniidae. De wetenschappelijke naam van de soort is voor het eerst geldig gepubliceerd in 1917 door Dall.